# ایوتوتسو
ایوتوتسو (انگلیسی: Iyotetsu) شرکت ترابری ژاپنی است، که در سال ۱۸۸۷ تأسیس شد.